# Villeneuve-l'Archevêque (tổng)
Tổng Villeneuve-l'Archevêque là một tổng của Tỉnh của Yonne.

## Phân chia hành chính
Tổng Villeneuve-l'Archevêque có các xã:
- Bagneaux;
- Chigy;
- Les Clérimois;
- Courgenay;
- Flacy;
- Foissy-sur-Vanne;
- Lailly;
- Molinons;
- Pont-sur-Vanne;
- La Postolle;
- Saint-Maurice-aux-Riches-Hommes;
- Les Sièges;
- Theil-sur-Vanne;
- Vareilles;
- Villeneuve-l'Archevêque;
- Villiers-Louis;
- Voisines.